# فاکسز
لوئیزا رُز آلن (به انگلیسی: Louisa Rose Allen) معروف به «فاکسز» (به انگلیسی: Foxes) ترانه‌سرا و خوانندهٔ متولد سال ۱۹۸۹ میلادی در انگلستان است. او از چهارده سالگی آهنگسازی را شروع کرد و در سال ۲۰۰۹ در یک رقابت استعدادیابی به مقام اول رسید و به دانشکده «اجرای موسیقی معاصر» در لندن رفت؛ اما درس موسیقی را نیمه کاره رها کرد تا شخصاً به اجرای آن ادامه بدهد. فاکسز با همکاری زد در تک‌آهنگ «وضوح»، توانستند جایزه گرمی بهترین موسیقی رقص را در سال ۲۰۱۳ را بدست آورند.

## آلبوم‌ها
| سال  | عنوان                |
| ---- | -------------------- |
| ۲۰۱۴ | باشکوه               |
| ۲۰۱۶ | تمام چیزی که می‌خواهم |